# 오!리발
〈오!리발〉(オー!リバル 오 리바루[*])는 포르노그라피티의 42번째 싱글로 2015년 4월 15일에 SME 레코드에서 CD반이 발매됐다.

## 해설
2015년 제1탄 싱글로, “보시게나”“들으시게나”“노래하시게나”를 테마로 하는 싱글 3부작 중 “노래하시게나”가 테마가 되는 마지막작에 해당된다.
노래는 거트 기타, 아코디언, 피콜로 등의 악기를 넣은 정열적인 곡이며, 극장판 애니메이션 《명탐정 코난: 업화의 해바라기》의 주제가로 사용되고 있으며, 코난과 키드의 라이벌 대결을 그린 동일 작품을 위해서 내려적은 것도 있으며, 노래 제목에 있는 “리발(リバル)”이란, 스페인어로 “호적수”라는 뜻이다。
애니메이션 작품에서의 사용은 〈반짝이는 별 아래서〉 이래로 2년 1개월 만의 통계 7번째이다. 영화 주제가로의 사용은 〈2012Spark〉 이래로 3년 2개월 만의 통계 5번째이다. 또, 애니메이션 극장판 주제가로의 사용은 〈오늘 밤, 달이 보이지 않는다 해도〉 이래로 6년 4개월 만의 통계 2번째가 된다.
비디오 클립은 몇 명의 오카노 아키히토(보컬)과 신도 하루이치(기타)가 계속 걸어가는 영상으로 완성되어있다.
초회한정생산반에는 “포르노×코난 오리지널 애니메이션 그림 와이드 캡 스티커 사양”이 삽입되어있다.

## 수록곡

### Disc 1(CD)
| #  | 제목                               | 작사            | 작곡            | 편곡                                                        | 재생 시간 |
| -- | ---------------------------------- | --------------- | --------------- | ----------------------------------------------------------- | --------- |
| 1. | 〈오!리발〉 (オー!リバル)          | 신도 하루이치   | 오카노 아키히토 | tasuku, 포르노그라피티                                      | 4:56      |
| 2. | 〈디자이어〉 (デザイア)            | 오카노 아키히토 | 오카노 아키히토 | 콘도 타카시, 타테자키 유스케, 타나카 유스케, 포르노그라피티 | 4:04      |
| 3. | 〈하늘이 푸르러서〉 (空が青すぎて) | 신도 하루이치   | 신도 하루이치   | 바바 카즈요시, 프로노그라피티                               | 4:03      |

### Disc 2(DVD)
1. 오! 리발 [Video Clip]